# Storsigillbevarare
Storsigillbevarare, den ämbetsman, som bevarar en stats och regents sigill. 
I Tyskland innehades detta ämbete fordom av ärkebiskopen av Mainz såsom ärkekansler. 
I Frankrike bekläddes det ursprungligen av kanslern, men från 1500-talet av en särskild ämbetsman med titeln garde des sceaux; numera har dennes ämbetsfunktioner uppgått i justitieministerns, som också burit titeln in i modern tid. Det nuvarande sigillet är från 1848. 
I England fanns även en ställföreträdare för den sigillbevarande kanslern, vilken fick titeln lord keeper; hans ämbete uppgick 1760 i lordkanslerns. Det s.k. geheimesigillet eller kungens sekret innehas av Lord Privy Seal.